# Гладиолус Мюриэл
Гладиолус Мюриэл, или Шпажник Мюриэл (лат. Gladiolus murielae) — вид многолетних травянистых растений семейства Ирисовые (Iridaceae).
Популярное садовое растение.

## Название
Вид назван в честь Muriel Erskine (Muriel Agnes Stuart Erskine, в замужестве Muriel Agnes Stuart Heathcote-Drummond-Willoughby, 1879—1967). Имя Muriel на русском языке рекомендовано записывать как Мюриел или Мюриель, однако в литературе на русском языке, помимо двух указанных вариантов написания видового эпитета в русском названии вида, встречаются также варианты Мюриэл (наиболее часто) и Мюриэль.

## Классификация
Гладиолус Мюриэл относится к секции Ацидантера (Acidanthera) рода Гладиолус (Gladiolus) в составе трибы Иксиевые (Ixieae) подсемейства Иксиевые (Ixioideae) семейства Ирисовые (Iridaceae).
Ранее этот вид выделялся в отдельный род Ацидантера (Acidanthera) под названием Ацидантера двуцветная (Acidanthera bicolor). В литературе по садоводству такой взгляд на систематику вида встречается до настоящего времени (2010). Нередко этот вид встречается в литературе также под названием Acidanthera murielae — Ацидантера Мюриэл.

## Распространение
В природе растение встречается в Африке, в том числе в Бурунди, Малави, Мозамбике, Танзании, Чаде, Эфиопии. Растения, произрастающие в Восточной Азии, являются результатом интродукции.

## Биологическое описание

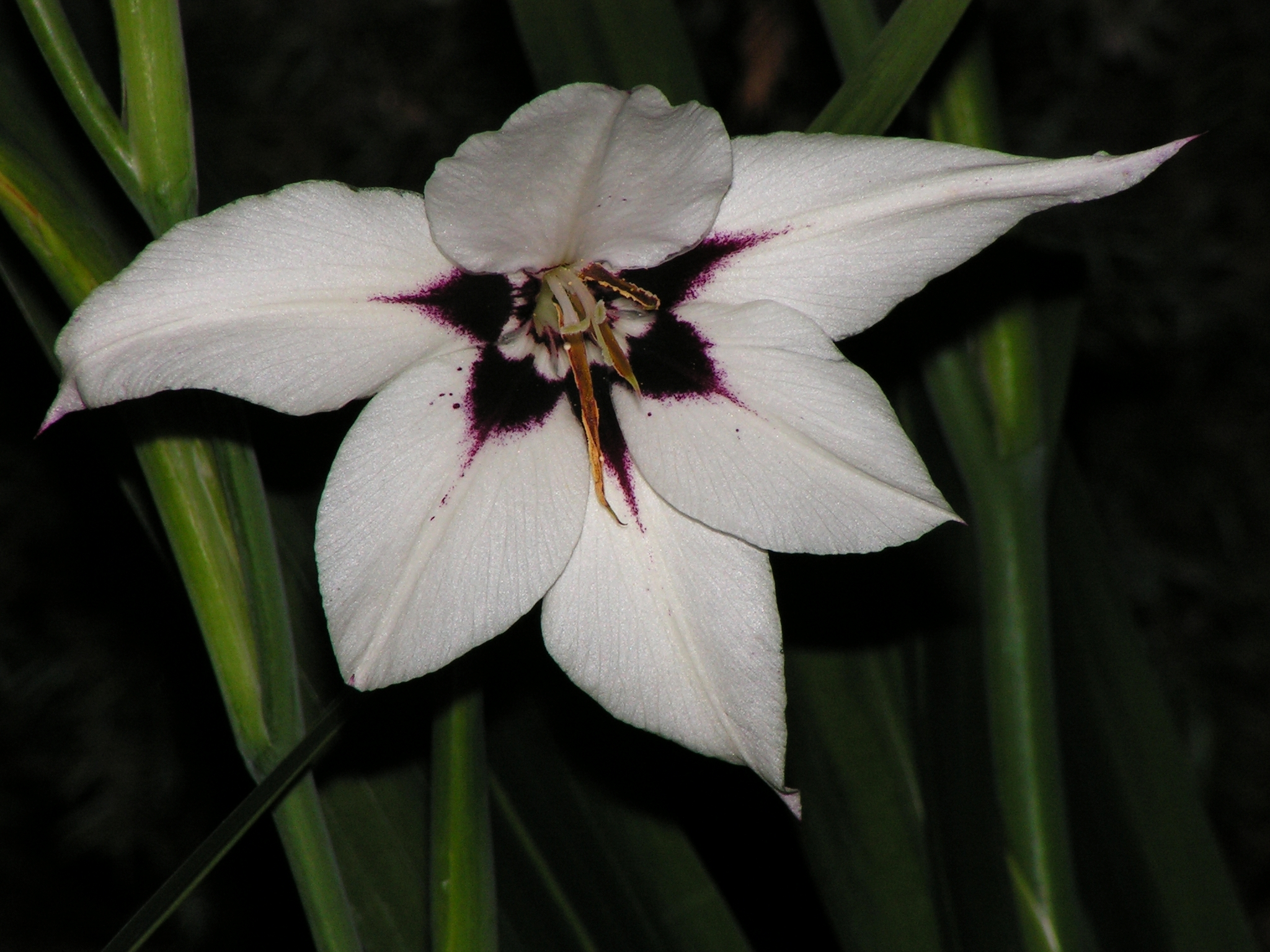
Цветок крупным планом

Представители вида — клубнелуковичные растения высотой примерно до 1 метра. У каждого растения два длинных мечевидных листа длиной около 60 см. Цветки диаметром от 5 до 8 см. На одном растении образуется до десяти цветков. Лепестков шесть; они имеют заострённую треугольную форму, ближе к основанию — тёмно-малиновые, тёмно-фиолетовые или почти чёрные, с белоснежной наружной частью. Время цветения — конец лета, начало осени. Запах у цветков приятный, сладкий, не слишком сильный, привлекательный для многих насекомых.

## Культивирование

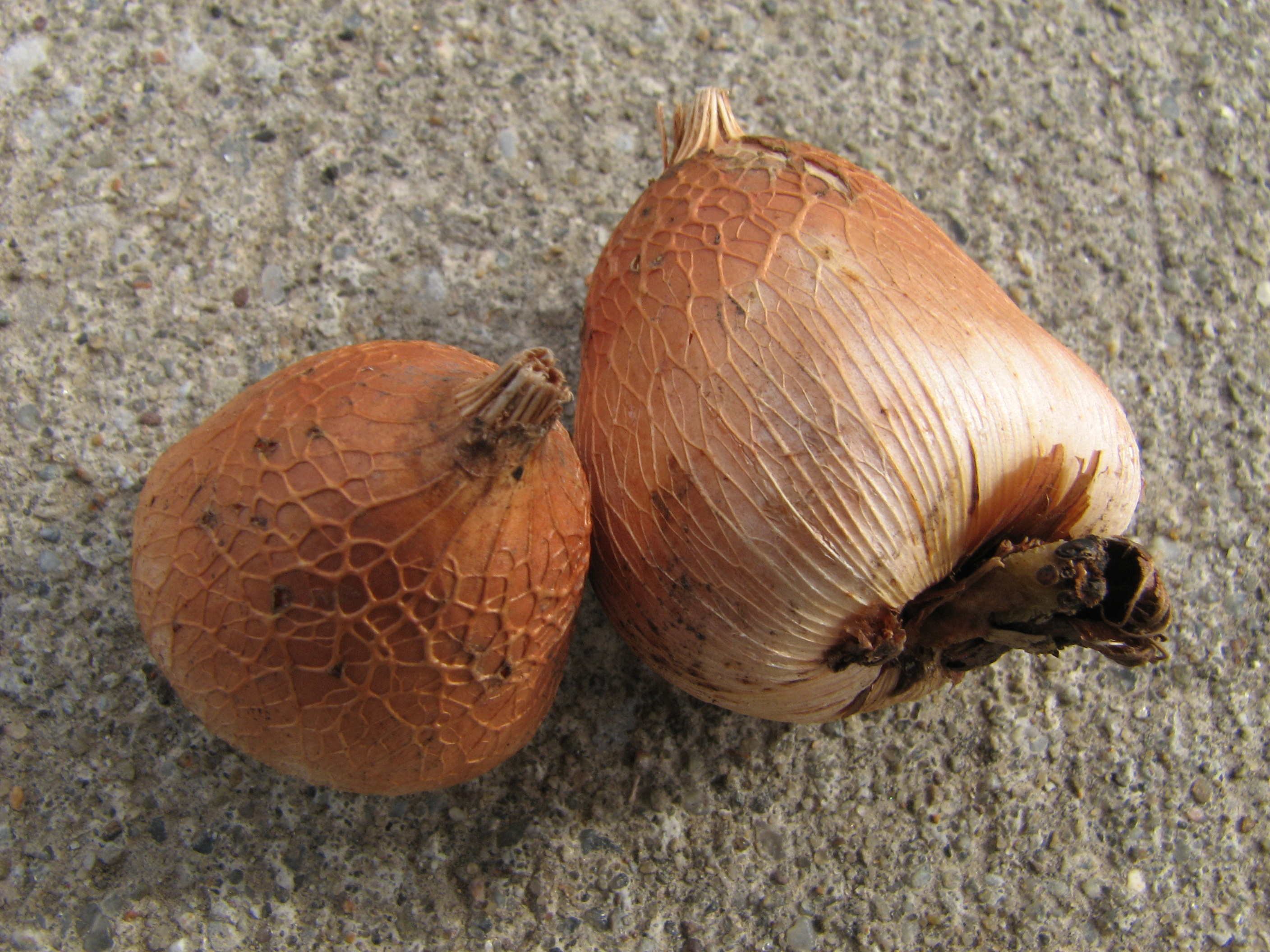
Клубнелуковицы

Данный вид — популярное садовое растение. Морозы переносит плохо, поэтому в регионах с отрицательными температурами клубнелуковицы осенью выкапывают и хранят до весны в сухом относительно тёплом месте.
Агротехника
Для выращивания подходит любая хорошо дренированная почва. Размещать растения следует на солнечной стороне; при недостаточно жарком лете растение может не зацвести. В условиях холодного климата посадку клубнелуковиц можно производить только весной (в марте или апреле в зависимости от того, прогрелась ли почва); в условиях достаточно тёплого климата — как весной, так и осенью (последнее предпочтительнее). Клубнелуковицы высаживают на глубину 10 см с расстоянием между растениями 20 см. Летом полив должен быть обильным.
Размножение — детками клубнелуковиц, которые отделяют от материнских клубнелуковиц при выкапывании. Растения из таких деток зацветают через несколько лет.
Зоны морозостойкости — 9—11.
Гладиолус Мюриэл можно также выращивать как комнатное растение.